# The Taste of Ink
The Taste Of Ink är den andra singeln från det amerikanska rockbandet The Useds debutalbum The Used. Den släpptes 11 mars 2003.